# Erich Söchtig (Gewerkschafter)
Erich Söchtig (* 27. Oktober 1905 in Schöningen; † 22. Januar 1980) war ein deutscher Gewerkschafter (IG Metall) und Betriebsratsvorsitzender in Salzgitter.

## Aktivitäten bis 1944
Erich Söchtig besuchte die Volksschule und übte nach dem Abschluss verschiedene Tätigkeiten in einer Ziegelei bei Schöningen, in einer Fahrradfabrik und bei den Atlas-Werkeen in Bremen aus. Zurückgekehrt in die Ziegelei, wurde er dort 1931 Betriebsratsvorsitzender. Ab 1922 war er zeitweise und ab 1924 ständig Mitglied im Deutschen Fabrikarbeiterverband, einer Vorgängerorganisation der heutigen Gewerkschaft IG BCE. 1923 wurde er Mitglied der KPD. 1929 wurde er aus der KPD ausgeschlossen, da er Anhänger des Kreises um Heinrich Brandler und August Thalheimer war. Er konstituierte 1929 in Schöningen eine Ortsgruppe der Kommunistischen Partei-Opposition (KPD-O, auch KPO genannt).
In der Zeit des Nationalsozialismus wurde er 1933 entlassen und verhaftet. Er konnte jedoch entkommen und lebte eine Zeit lang im Harz. Währenddessen war er illegal in Salzgitter tätig und hielt Kontakt zur Inlandsleitung der KPO. Er arbeitete teilweise unter Polizeiaufsicht und fand Beschäftigung in verschiedenen Betrieben im Raum Braunschweig-Salzgitter. Ab 1938 war er in der Versuchsanstalt der Reichswerke Hermann Göring in Salzgitter tätig, der heutigen Salzgitter AG. Gegen Ende des Zweiten Weltkrieges knüpfte Söchtig Kontakte zu anderen KPD-Anhängern.

## Aktivitäten ab 1945
Nach der Befreiung vom Nationalsozialismus baute Söchtig 1945 die KPD in Salzgitter auf. 1945 war er Vorsitzender der Antifa Salzgitter-Lebenstedt. Bei den Reichswerken war er zunächst Betriebsratsmitglied und 1946 bis 1948 Vorsitzender des Hauptbetriebsrates. 1949 wurden die Reichswerke liquidiert und u. a. die Hüttenwerk Salzgitter AG gegründet. Nach der Umorganisation des Konzerns war Söchtig von 1949 bis 1963 Vorsitzender des Betriebsrates und von 1963 bis zu seinem Renteneintritt im Jahr 1970 stellvertretender Betriebsratsvorsitzender. In der Zeit von 1946 bis letztlich 1951 stand Erich Söchtig an der Spitze der Kämpfe der Demontage der Hüttenwerke in Salzgitter. Söchtig war Mitglied im Beirat der Reichswerke und später im Aufsichtsrat der Salzgitter AG.
Auf gewerkschaftlicher Ebene war Erich Söchtig von 1945 bis 1948 Vorsitzender des Freien Deutschen Gewerkschaftsbundes (FDGB) und anschließend des DGB-Kreis-Ausschusses Salzgitter. Er war ehrenamtlicher zweiter Bevollmächtigter der IG Metall Verwaltungsstelle Salzgitter. 1949 wurde er auf Bundesebene in den Beirat der IG Metall gewählt.
1948 trat Erich Söchtig aus der KPD aus und gründete in Salzgitter mit Anderen die Gruppe Arbeiterpolitik (Arpo/GAP). 1959 wurde die Gruppe aufgelöst und Söchtig wurde Mitglied der SPD.
1970 wurde er Rentner, blieb aber bis 1973 Vorsitzender der Bildungseinrichtung „Arbeit und Leben“. 1975 verlieh ihm die Stadt Salzgitter die Ehrenbürgerschaft. Erich Söchtig starb am 22. Januar 1980.